# أريستيديس روخاس
أريستيديس روخاس (بالإسبانية: Arístides Rojas) (مواليد 12 أغسطس 1968) هو لاعب كرة قدم. يلعب مع منتخب باراغواي لكرة القدم. سبق له أن لعب في كأس العالم لكرة القدم مع منتخب بلاده.

## روابط خارجية
- أريستيديس روخاس على موقع الاتحاد الدولي (مؤرشف)  (الإنجليزية)
- أريستيديس روخاس على موقع قاعدة بيانات كرة القدم.إي يو (الإنجليزية)
- أريستيديس روخاس على موقع ناشيونال فوتبول تيمز (الإنجليزية)